# Copicucullia ruptifascia
Copicucullia ruptifascia är en fjärilsart som beskrevs av George Francis Hampson 1909. Copicucullia ruptifascia ingår i släktet Copicucullia och familjen nattflyn. Inga underarter finns listade i Catalogue of Life.